# Qaralar (ort i Azerbajdzjan, Tovuz)
Qaralar är en ort i Azerbajdzjan. Den ligger i distriktet Tovuz Rayonu, i den västra delen av landet, 400 km väster om huvudstaden Baku. Qaralar ligger 1 612 meter över havet och antalet invånare är 254.
Terrängen runt Qaralar är kuperad. Närmaste större samhälle är Çay Räsullu, 7,2 km söder om Qaralar.
Trakten runt Qaralar består i huvudsak av gräsmarker. Runt Qaralar är det ganska tätbefolkat, med 70 invånare per kvadratkilometer.